# Videojuegos de Piratas del Caribe
Los videojuegos de Piratas del Caribe son una franquicia de Walt Disney Company que fue originada de la atracción temática de Piratas del Caribe, la última atracción que Walt Disney supervisó, por sí mismo, su construcción. A pesar de que la franquicia fue originada de la atracción temática, fue ganando popularidad con el lanzamiento de la saga que protagoniza Johnny Depp, la cual estuvo seguida por el lanzamiento de varios videojuegos sujetos tanto a las películas, como a la franquicia. Los primeros dos juegos, La Maldición del Perla Negra y Piratas del Caribe, lanzado por TDK Mediactive y Bethesda Softworks respectivamente, está basado en la primera película de la franquicia, La Maldición del Perla Negra (2003). Los juegos conservan el mismo universo y el mismo argumento que la película, pero el anterior es una precuela involucrando al Capitán Jack Sparrow y el último no tuvo ninguna relación con los personajes presentados en la película. La Leyenda de Jack Sparrow, lanzado en 2006, presentó varias aventuras de Sparrow después de los acontecimientos de la segunda película, El cofre de la muerte (2006).
El videojuego, El fin del mundo, seguido en 2007. El juego, lanzado apoyado en la película del mismo nombre, sigue la misma historia explorada en ambas películas (segunda y tercera), e incluye misiones y personajes nuevos. Aquel mismo año, Piratas del Caribe Online fue lanzado. Estuvo planificado para ser lanzado junto a la segunda película, pero padeció varios retrasos durante su desarrollo. Armada Del Maldito estuvo anunciada en 2009 como un juego de rol acción-aventura de mundo abierto para un lanzamiento en 2011. El juego fue cancelado en 2010, y Piratas del Caribe Lego fue lanzado con el estreno de la cuarta película, Navegando aguas misteriosas (2011); el argumento del juego cubre las cuatro películas.

## Videojuegos
En julio del 2013, nueve videojuegos centrados en la franquicia de Piratas del Caribe fueron lanzados. La siguiente tabla muestra el título correspondiente, fecha de lanzamiento, editora, desarrollador, y las plataformas en las que se lanzó cada juego junto con otra información relevante. Una resumen de cada juego puede ser encontrado en el artículo correspondiente, con la excepción de los juegos sin artículos.